# Icariotis testaceus
Icariotis testaceus är en skalbaggsart som beskrevs av Leon Fairmaire 1901. Icariotis testaceus ingår i släktet Icariotis och familjen långhorningar.
Artens utbredningsområde är Madagaskar. Inga underarter finns listade i Catalogue of Life.